# Murat II.
Murat II. (1404. – 3. veljače 1451.) bio je turski sultan.
Murat postaje sultan u 17. godini poslije smrti oca Mehmeda I. Njegova gotovo cjelokupna vladavina je ratno doba što se nalazi u potpunoj suprotnosti s ličnošću ovog sultana. Majka mu je bila gospa Emine.
Nedugo poslije smrti Mehmeda Bizant objavljuje rat neiskusnom nasljedniku. Kada rat po to umiruće Carstvo krene loše ono uspijeva u njega na svojoj strani uvući Veneciju. Praktično ovaj rat završava 1430. godine kada su Solun osvojile turske postrojbe, ali manji sukobi su se vodili sve do 1432. godine.
S druge strane rat se također vodio s mađarsko-srpskom koalicijom na Balkanu i protiv Karamidskog emirata u Aziji. Povod za taj drugi rat postaje želja sultana za povratak dijela današnje Rumunjske natrag Turskoj kao što je to i bilo prije bitke kod Angore. Taj rat završava mirovnim sporazumom kojim se potvrđuje tadašnji status quo.
Na opće iznenađenje Murat potpisuje svoju abdikaciju 1444. godine u korist sina Mehmeda II.
Ipak sudbina nije dopustila mirni odlazak u mirovinu ovog čovjeka željnog mira. Tijekom te iste godine križarska vojska ulazi na teritorij Turske države i pobjeđuje vojsku neiskusnog Mehmeda II. Taj poraz dovodi do bune protiv mladog sultana sa zahtjevom povratka Murata na državno čelo. To se ostvaruje pa turska vojska pod vodstvom staro-novog sultana pobjeđuje križare 11. studenog 1444. godine u bitci kod Varne.
To poniženje svrgavanja Mehmed II. nije nikad zaboravio i nakon što Murat II. ponovno abdicira 1451. godine on se pobrinuo da ga nitko ne može pozvati nazad na državno čelo.

## Obitelj
Muratove su žene bile Alime, Fülane, Yeni, Hatidže Halime, Hüma i Mara Branković.